# Emilian Eva
Emilian Eva este un fost procuror român exclus din magistratură, arestat și condamnat definitiv pentru luare de mită în schimbul instrumentării dosarelor. Înainte de a fi arestat, Eva a fost procuror în Dosarul „ICA” în care Dan Voiculescu a fost condamnat la 10 ani de închisoare pentru privatizarea Institutului de Cercetări Alimentare.

## Activitate profesională
Emilian Eva a absolvit Facultatea de Drept a Universității „Alexandru Ioan Cuza” din Iași în anul 1993, iar ulterior a activat ca procuror la Parchetul Militar Iași. Pe 1 iulie 1999, a fost numit prim procuror al Parchetului de pe langa Judecătoria Iași, unde a rămas aproape 7 ani. Emilian Eva este unul dintre cei mai controversați procurori ieșeni, devenind cunoscut după ce l-a trimis în judecată pe Dan Voiculescu în Dosarul ICA. A fost reclamat de propriii colegi pentru numeroase abuzuri în exercitarea funcției, dar și suspectat că a făcut afaceri imobiliare cu interlopi din Iași.
Pe 9 iulie 2015, Eva a fost reținut de procurorii Direcției Naționale Anticorupție, fiind acuzat de luare de mită. 
El este în prezent suspendat din funcția de procuror, fiind judecat pentru luare de mită, spălare de bani, efectuarea de operațiuni financiare ca acte de comerț incompatibile cu funcția în scopul obținerii pentru sine de bani, bunuri, ori alte foloase necuvenite și fals în declarații.
În 17 octombrie 2017, Emilian Eva a fost condamnat, în primă instanță, de  Înalta Curte de Casație și Justiție, la 2 ani și 11 luni de închisoare cu suspendare pentru luare de mită și acte de comerț incompatibile cu funcția, dar și la plata unei amenzi în valoare de 12.000 de lei pentru fals în declarații. 

În 31 mai 2023, Emilian Eva a fost condamnat definitiv de Înalta Curte de Casație și Justiție la 2 ani si 11 luni de închisoare cu suspendare pentru că a primit mită pentru deciziile pe care le lua în calitate de procuror. Instanța a stabilit că Eva a luat mită în schimbul clasării unui dosar de corupție, a efectuat operațiuni de comerț clandestine incompatibile cu funcția de magistrat și a comis fals în declarația de avere.  
Fiind condamnat penal, Eva a fost exclus din magistratură pe 13 iulie 2023 printr-un decret al Președintelui României.